# Horti Sallustiani

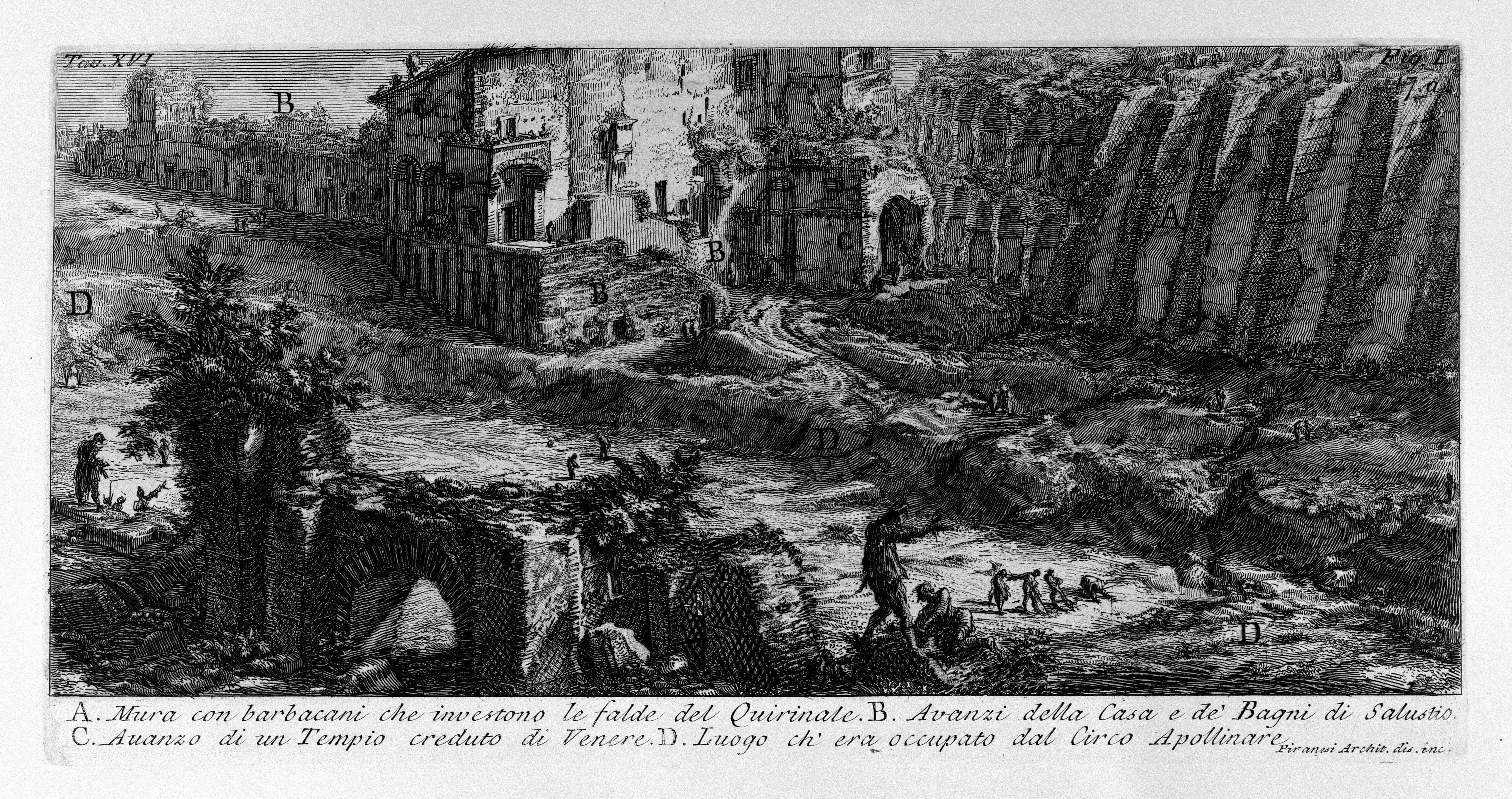
Giovanni Battista Piranesi 1784. Das sallustianische Tal – A. Die Stützmauern des Quirinal; C. Das „Nymphaeum“ (heutige Piazza Sallustio)

Als Horti Sallustiani (lateinisch: sallustische Gärten) bezeichnete man in der Antike eine Parkanlage in Rom, die einst dem römischen Historiker Sallust gehörte und nach der der heutige Rione (Viertel) Sallustiano benannt wurde.

## Die Lage

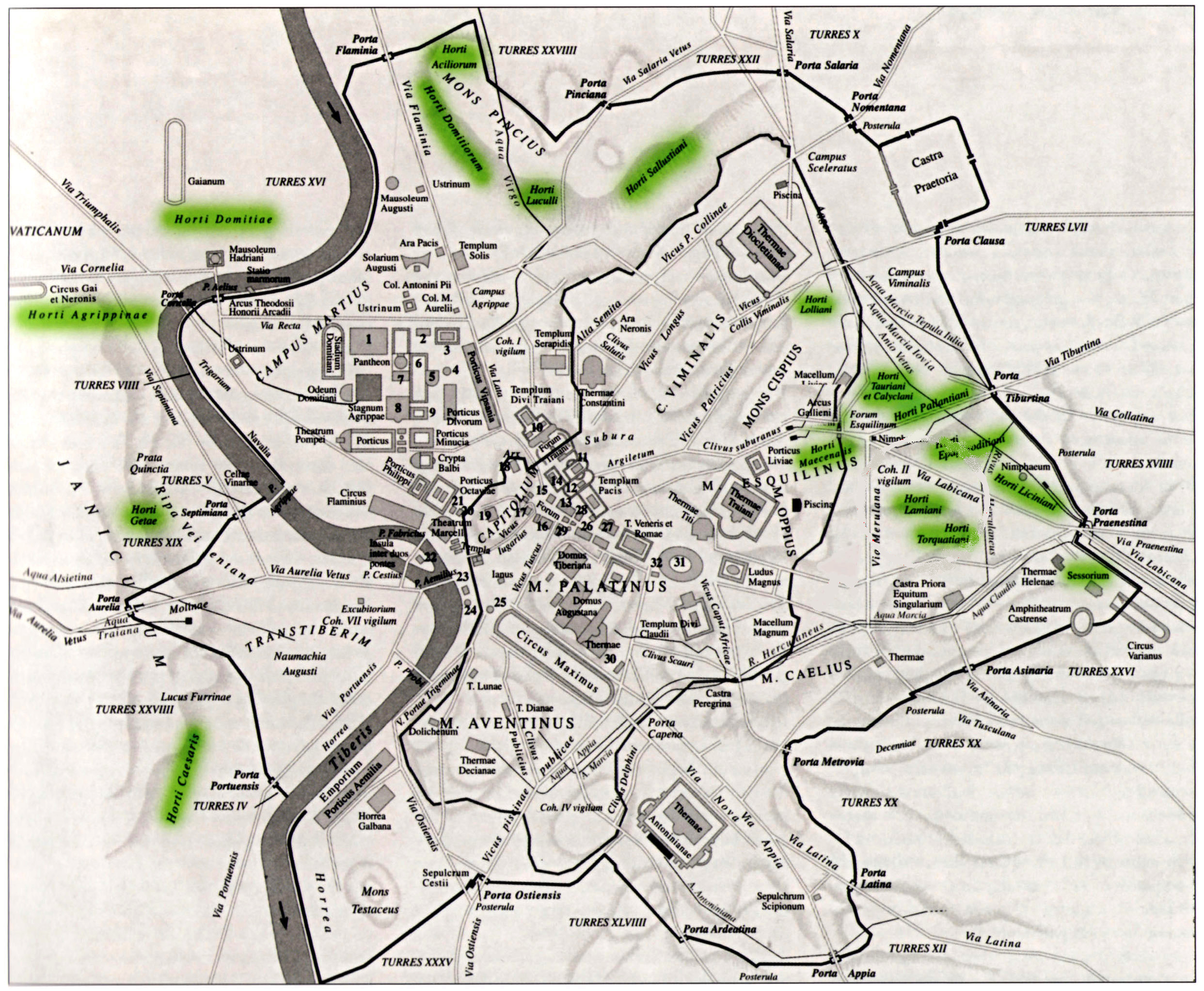
Gärten (horti) im antiken Rom. Die Horti Sallustiani im Norden.

Die Horti befanden sich in der antiken Stadt Rom in einem Tal zwischen zwei Hügeln, dem Pincio und dem Quirinale (der Humanist Andrea Fulvio sprach 1527 von vallis profunda, einem tiefen Tal). Die Gärten in diesem Tal waren von mehreren Wasserströmen durchzogen. Zwischen den beiden Hügeln floss ein Strom, der hinunter bis zum Campus Martius strömte und schließlich in den Tiber mündete. Der antike Name des Flüsschens der Horti Sallustiani ist nicht bekannt, aber das Gewässer fand noch im 19. Jahrhundert Verwendung unter dem Namen Acqua Sallustiana. Die Horti lagen außerhalb des Perimeters der alten Servianischen Mauern, wurden später jedoch Teil des Stadtgebiets, nachdem die Stadtgrenzen durch die Aurelianischen Mauern erweitert worden waren, ähnlich den benachbarten Gärten des Lucullus.

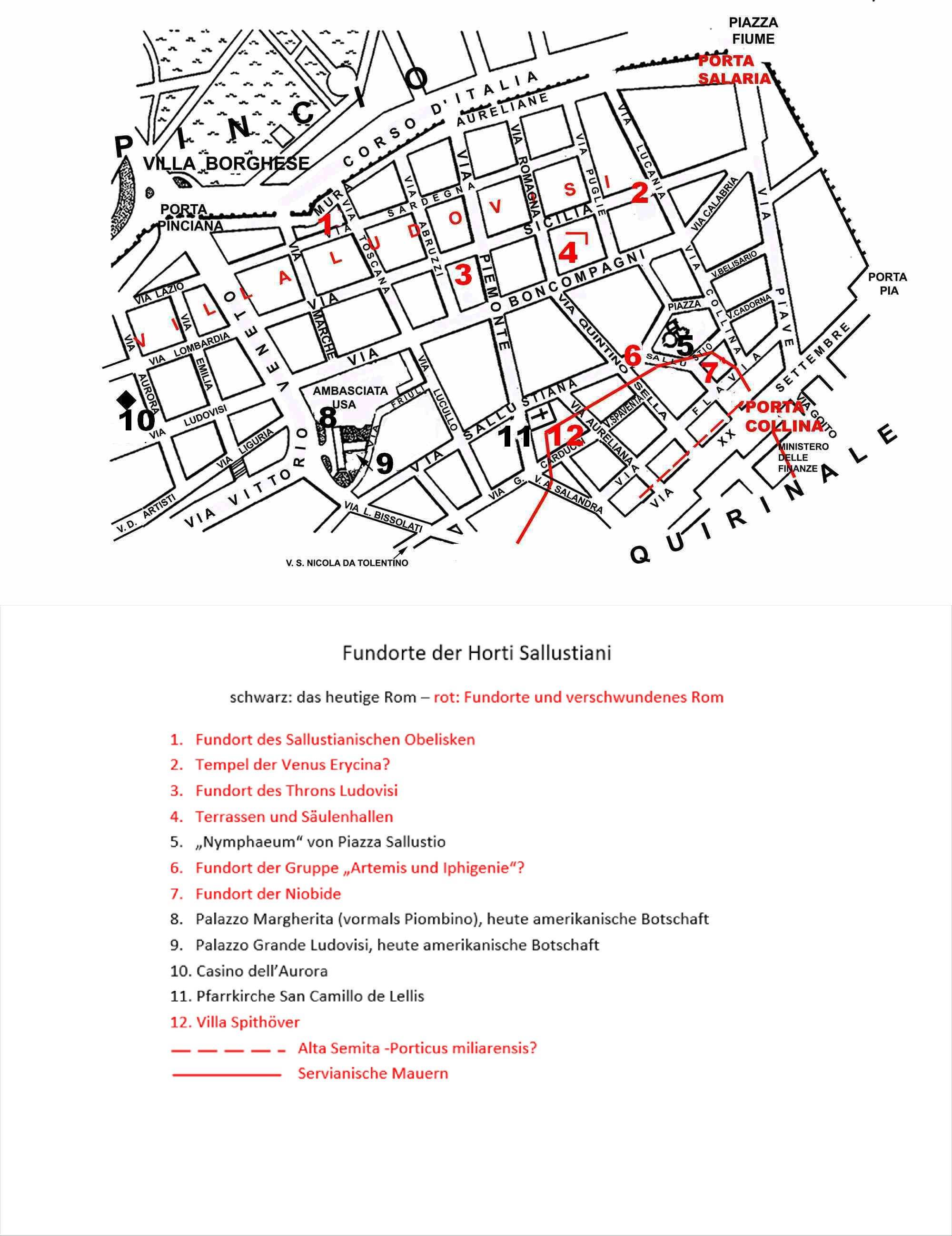

 Es ist ziemlich sicher, dass die Aurelianischen Mauern (entlang des heutigen Corso d’Italia) die nördliche Grenze der Gärten darstellten, weil viele Gräber unmittelbar außerhalb der Mauern, aber nicht innerhalb dieser gefunden wurden. An der Ostseite wurden Gräber östlich der alten Via Salaria, die nah an der heutigen Via Piave verlief, nicht aber westlich davon. Als südliche Grenze wurde in der Vergangenheit oft die Alta Semita (heutige via XX Settembre) erwähnt. Entlang dieser Straße stand der Porticus miliarensis, eine tausend Schritte lange Arkade, wo Kaiser Aurelian, der lieber in den Horti als in seinem Palast wohnte, seine Reitkünste übte. Als westliche Grenze kommt die heutige Via Veneto in Frage. Aber die ursprünglichen Horti waren wahrscheinlich von bescheideneren Ausmaßen und erreichten diese Grenzen erst in der hadrianischen Zeit.

## Von Sallust zu Nero
Sallust hatte an der Seite Caesars in dem Krieg für die Provinz Numidien (heutiges Tunesien) gekämpft und wurde danach reichlich belohnt. Der Historiker Cassius Dio schreibt:

„[Caesar] machte die Numidier zu Untertanen und überließ sie dem Sallust, angeblich um sie zu beherrschen, in Wirklichkeit aber, um sie gründlich auszuplündern.“

Mit dem Geld, das er aus der Provinz Numidien mitgebracht hatte, kaufte Sallust sich eine direkt außerhalb der damaligen römischen Stadtmauern gelegene Gartenanlage. Vor ihm hatten die Gärten sehr wahrscheinlich Julius Caesar selbst gehört. Sallust hatte keine eigenen Söhne und adoptierte deshalb einen Neffen seiner Schwester, der seinen Namen annahm und sich von nun an Gaius Sallustius Crispus nannte. Dieser Sallust II. hatte auch keine eigenen Söhne, und sein Adoptivsohn, Gaius Sallustius Crispus Passienus, heiratete Agrippina die Jüngere, die aus einer früheren Verbindung ihren Sohn Nero mitbrachte. Als Passienus im Jahre 48 (?) n. Chr. starb – man sagt, er wurde von seiner Frau vergiftet – erbte Agrippina seinen Besitz. Agrippina heiratete im Jahre 49 n. Chr. ihren Onkel, den Kaiser Claudius. Ihr Sohn Nero wurde Kaiser im Jahre 54 n. Chr.; Agrippina starb im Jahre 59 n. Chr., ermordet von ihrem Sohn. Es ist daher wahrscheinlich, dass die Gärten um das Jahr 50 unter kaiserliche Verwaltung gerieten. 

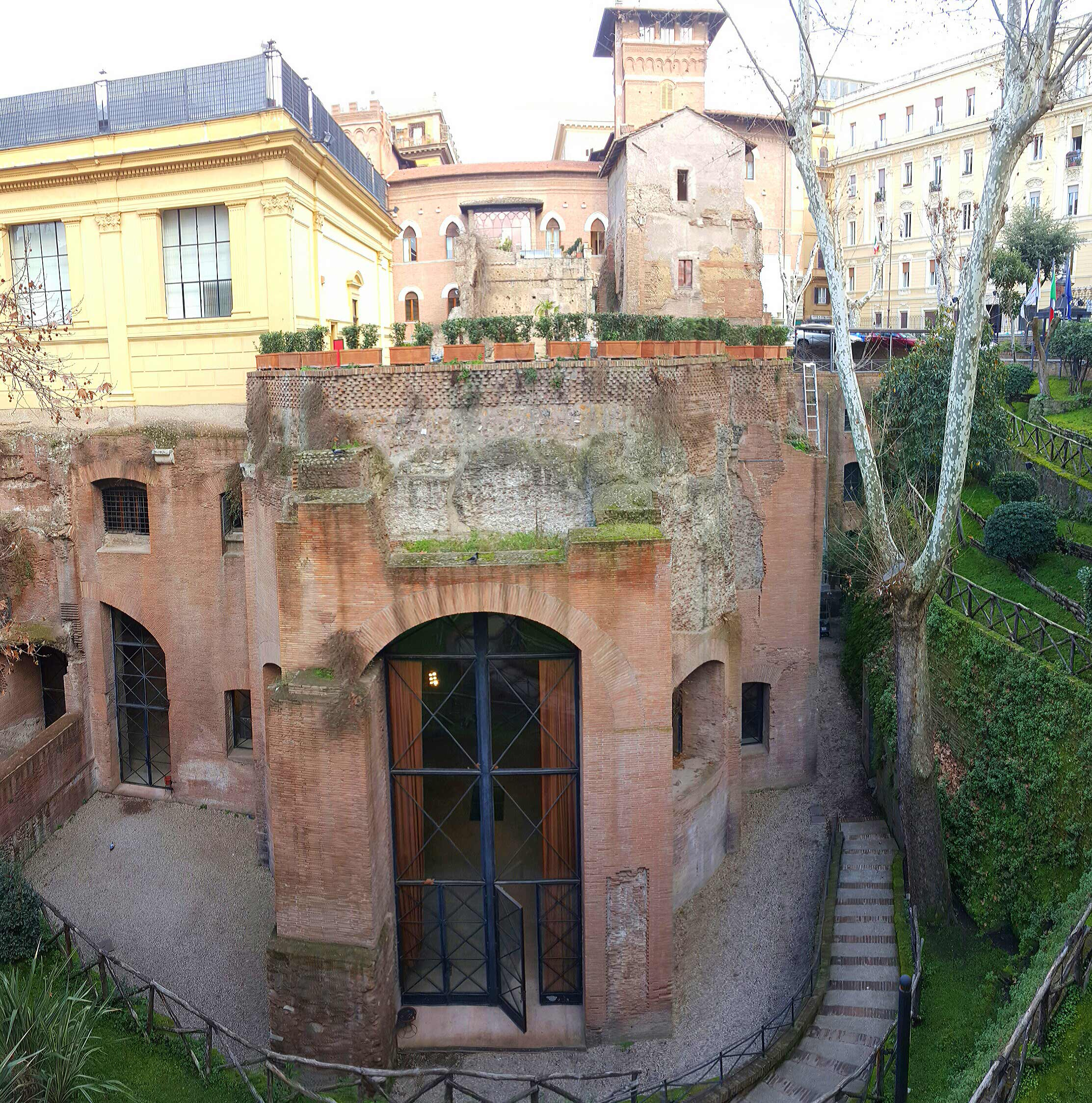
Aula adrianea oder Nymphaeum der Horti Sallustiani.

 Die Kaiser entwickelten die Gärten weiter und verschönerten sie mit Prachtbauten. Unter Kaiser Hadrian entstand das imposante Gebäude, das allein überlebt hat: das sogenannte Hadrianische Nymphäum. Dieses zweistöckige Gebäude ist noch heute in der Mitte der Piazza Sallustio sichtbar, auch wenn es einige Meter unter dem heutigen Straßenniveau liegt. Dennoch hat diese Gegend bis heute den Namen Horti Sallustiani, die Gärten des Sallust, behalten. Das Wort horti bezeichnete damals eine mehr oder weniger luxuriöse Villa außerhalb der Stadtmauer, die von Nebengebäuden, kleinen Tempeln und großzügigen Bepflanzungen umgeben war (im modernen Italienisch sind orti dagegen eher kleine Gemüsegärten). Für viele Kaiser waren die Horti ein beliebter Aufenthaltsort: Nero kam nach seinen nächtlichen Streifzügen hierher, um seine Abenteuer vor dem neugierigen Hofstaat zu verheimlichen.

## Nach dem Fall Roms
Die Gärten spielten nach dem Verfall des Römischen Reichs in der Geschichte keine große Rolle mehr, mit Ausnahme vielleicht ihrer Erwähnung bei Prokop über die Zerstörung durch Alarich im Jahr 410 n. Chr. Verfolgt man die kartografische Darstellung Roms über die Jahrhunderte hinweg, fällt auf, dass die Horti in der Zeit vor dem 19. Jahrhundert nichts als eine Ansammlung von Gärten waren, in denen verstreut einige Ruinen zu finden waren. 

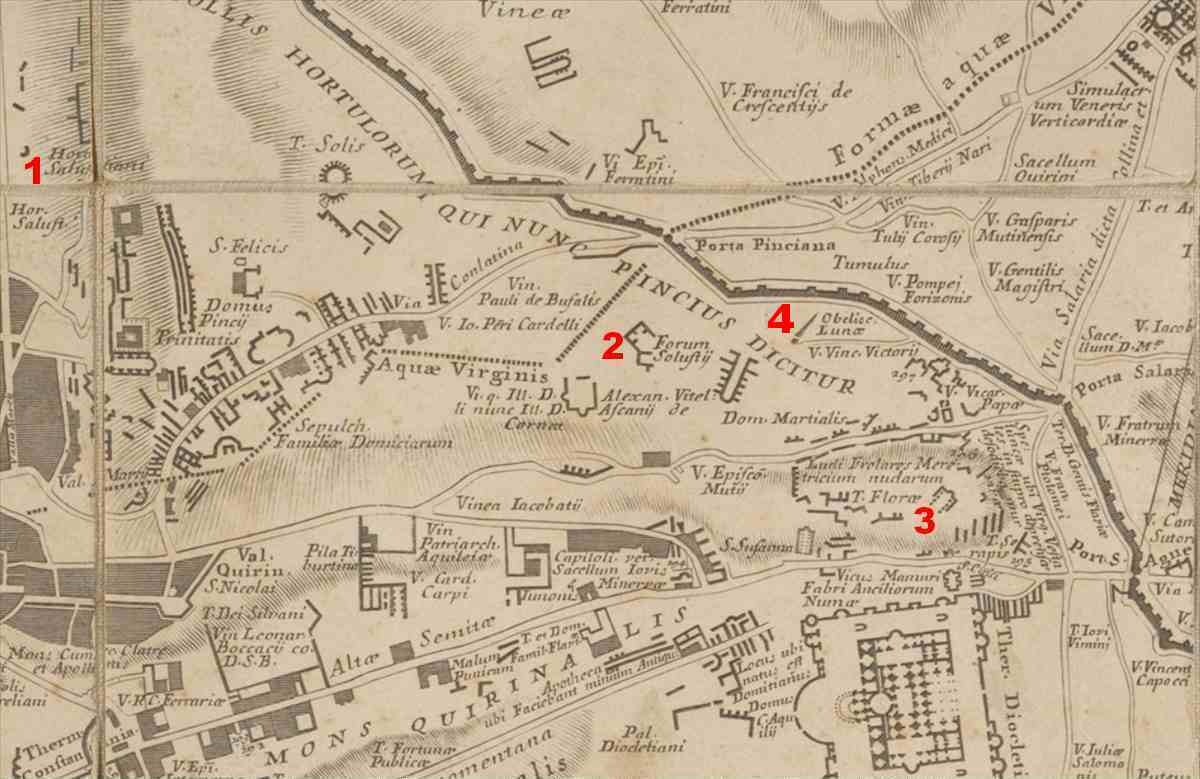
Gebiet der Horti Sallustiani aus dem Plan von Leonardo Bufalini 1551 (1748 von Giambattista Nolli überarbeitet) – 1, 2. Unterschiedliche Bezeichnungen – 3. Nymphaeum – 4. Urspr. Lage des Obelisken.

Eine besondere Rolle spielte in diesen Gärten der Weinanbau, sodass der gesamte Besitz einer Familie Vigna (Weingarten) genannt wurde. Im Stadtplan Bufalini/Nolli sind meist die Namen der damaligen Besitzer (Vinea Iacobatij, Vinea de Bufalis) verzeichnet, manchmal sind aber auch die Bezeichnungen Forum Salustij und Horti Salustiani zu finden.
Mit der Wiederbelebung des Interesses für die Antike in der Renaissance mehren sich die Nachrichten über Funde von antiken Skulpturen in den Horti. Die reichste Ernte scheint in der Villa Ludovisi eingefahren worden zu sein. Der Obelisk, der heute auf der Piazza di Trinità dei Monti steht, war bereits 1544 bekannt. Die Statue des sterbenden Galliers, heute in den Musei Capitolini, und die des sich selbst tötenden Galliers mit Frau, heute im Palazzo Altemps, waren schon 1623 Teil der Ludovisi-Sammlung.

## Venus Erycina
Ein Gebäude der Horti Sallustiani, auf das wir in der römischen Literatur häufig treffen, ist der Tempel der Venus Erycina. In gewissem Sinn handelte es sich dabei um eine Dependance des berühmteren Venustempels auf dem Berg Eryx in Sizilien. Mehrere der im Bereich der Horti Sallustiani befindlichen Tempel waren der Göttin Venus gewidmet; bekannt waren die Namen Venus der Horti Sallustiani und Venus Erycina. Ob es sich in der Tat um unterschiedliche Venustempel handelt, ist unklar. In der Überlieferungsgeschichte der Horti Sallustiani findet man als wiederkehrendes Thema eine Verbindung zwischen den Venustempeln und dem Kult der Flora, der Göttin der Blüte: Im Bufalini-Stadtplan sind die Reste des noch stehenden Gebäudes in der Piazza Sallustio verzeichnet. Daneben findet sich die Inschrift Ludi Frolares (eigentlich Florales) Meretricium nudarum, Feier der Flora und der nackten Prostituierten. Lucio Mauro berichtet 1556:

„…man sieht ein kleines Tal, wo sich der Circus der Flora befand und wo die nackten Prostituierten die Feier der Flora zelebrierten.“

Zu der Zeit war noch immer die Idee verbreitet, dass sich in diesem Tal ein Circus der Flora befand, wo die ludi zelebriert wurden. Diese Vorstellung von einer zirkusähnlichen Anlage ist unter Umständen auf die Form des tiefen Tals zurückzuführen, auf dessen langen Seiten, wie man den alten Zeichnungen entnehmen kann, noch die Ruinen von Terrassen und Säulenhallen sichtbar waren. Aber befand sich der Tempel der Venus Erycina wirklich im Bereich der Horti? Wenn die Gärten vor Sallust tatsächlich Julius Caesar gehört haben, scheint dies nicht verwunderlich, denn dieser hat die Göttin Venus besonders verehrt; schließlich hatte das Haus Julia seinen Ursprung in Aeneas, der wiederum der Sohn der Venus war. Über Jahrhunderte hinweg hat man versucht, diesen Tempel zu lokalisieren: Flaminio Vacca berichtet, dass 1551 auf einem Grundstück in den Horti Sallustiani, das später in den Besitz der Ludovisis gelangte, Reste eines ovalen Gebäudes mit Säulen aus gelbem Marmor und Alabaster entdeckt wurden. Das Gebäude wurde bis ins 20. Jahrhundert als Tempel der Venus Erycina angesehen. Die Reste sind heute verschwunden.

## Die „Vernichtung Roms“
Am 20. September 1870 drangen die Truppen der Savoyen durch die Porta Pia am östlichen Rand der Horti Sallustiani nach Rom vor und beendeten die jahrhundertelange päpstliche Dominanz. Das war die Krönung der langersehnten Vereinigung Italiens aber auch der Start der „Vernichtung Roms“, wie es viele Archäologen und Historiker empfanden. Unter dieser Überschrift unternahmen sie Ende des 19. Jahrhunderts einen Kreuzzug gegen die Zerstörung zahlreicher Reste des antiken Roms, die dem Bau der neuen Hauptstadt weichen sollten. Vor allem die Deutschen waren entsetzt: Die deutsche Intelligenz hatte die römische Antike seit dem 17. Jahrhundert praktisch in Besitz genommen und sah „ihr“ Rom, das Rom von Winckelmann und Goethe, nun dem Untergang geweiht. Bald wurden Pläne geschmiedet, wie die Stadt neue Viertel für die wachsende Menge von Beamten, Soldaten und Handwerker errichten könnte. Die Bevölkerung Roms verdoppelte sich in den Jahren von 1871 bis zur Jahrhundertwende auf 500.000 Einwohner. Die Adligen sahen die besten Möglichkeiten für eine Expansion der Stadt auf dem Hügel des Esquilins und zwischen Quirinale und Pincio – die Gegend der Horti Sallustiani – weil sie dort ihre Villen besaßen und in dem Verkauf der Grundstücke eine goldene Gelegenheit sahen, große Gewinne einzustreichen. Und gerade in dieser Gegend ereignete sich die gewaltigste Umgestaltung: die fast idyllische Ansammlung von Villen und Gärten verschwand in wenigen Jahren um Platz zu machen für Straßen, Wohnblöcke und Ministerien. Die Villen wurden von sämtlichen sie umgebenden Bäumen, antiken Statuen und kleinen Bauten befreit und, in komplizenhafter Übereinkunft mit der Stadtverwaltung, für eine intensive Bebauung freigegeben. Die wichtigsten Akteure dieser Umgestaltung waren der deutsche Buchhändler Josef Spithöver und die Familie Boncompagni-Ludovisi.

## Josef Spithöver
Josef Spithöver war ein westfälischer Buchbinder, der sich nach seinen Wanderjahren in Rom niederließ und dort 1845 die erste deutsche Buchhandlung der Stadt eröffnete. 1862 war Spithöver so reich geworden, dass er den Besitz der Barberinis an der Quirinale-Seite der Horti Sallustiani kaufen konnte und sich direkt über den Resten der Servianischen Mauern eine imposante Villa bauen ließ. 

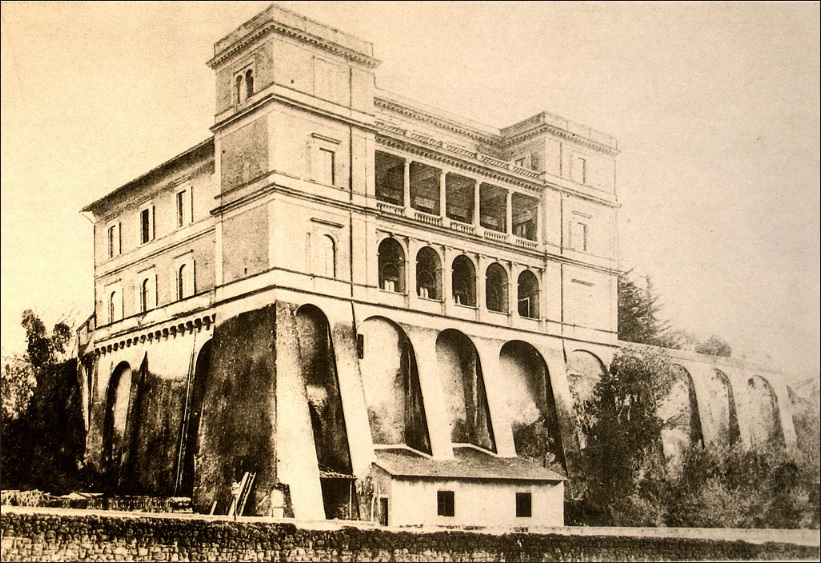
Villa Spithöver

Im August 1870 kaufte Spithöver auch die Villa Mandosi, auf der sich die heutige Piazza Sallustio – mit dem Hadrianischen Nymphäum – befindet. Als das Baufieber startete, sah Spithöver die Zeit gekommen, um an das große Geld zu gelangen. In einer langwierigen Verhandlung versuchte die Stadt, die alte Landschaft so weit wie möglich zu bewahren, doch Spithövers Forderungen waren zu hoch. Und so wurde alles zugebaut. Die Stadt konnte nur das Hadrianische Nymphäum retten. Die Spithöver Villa (nah an der heutigen Kirche des hlg. Kamillus gelegen) wurde auch abgerissen, um Platz für Wohngebäude zu machen. Der Archäologe Rodolfo Lanciani, großer Verfechter der Integrität des antiken Kulturerbes, schrieb:

„Ein anderer Teil der Gärten des Sallust, das schöne Tal in Gestalt eines Circus, mit den Hängen von Immergrün beschattet, verschwand 1881–82, als Herr Spithöver, der Buchhändler, der diese Grundstücke von den Barberinis gekauft hatte, das Tal mit Baumaterial überschüttete, das aus der Servianischen Stützmauer stammte, und eine der schönsten Ecken der Stadt in Baugrundstücke verwandelte.“

## Villa Ludovisi
Die Familie Boncompagni-Ludovisi besaß am Ende des 19. Jahrhunderts ein Anwesen, das in ganz Europa als eine der schönsten Anlagen überhaupt galt. Den Kern der Villa bildete eine Anlage in der Nähe der Porta Pinciana, die am Ende des 16. Jahrhunderts als Landhaus für die Erholung des Kardinals Bourbon del Monte vorgesehen war. Hauptgebäude dieser Anlage war das, was später Casino dellʼAurora genannt wurde, aus einem Fresko von Guercino an der Decke des Hauptsalons.

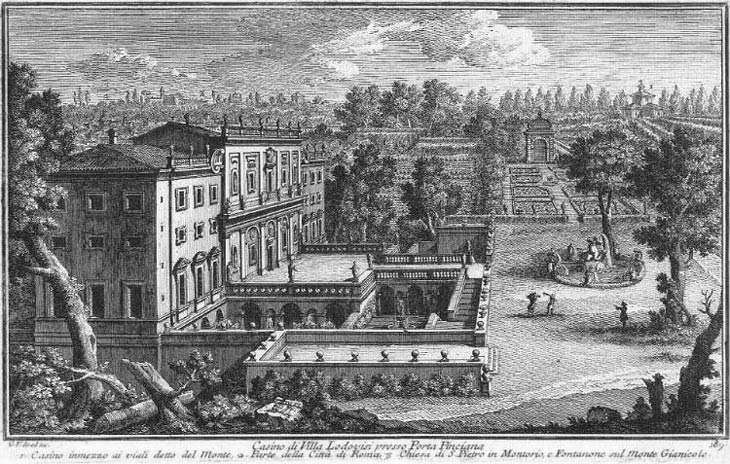
Giuseppe Vasi 1761. Palazzo Grande di Villa Ludovisi – Im Hintergrund rechts: das Casino dell’Aurora.
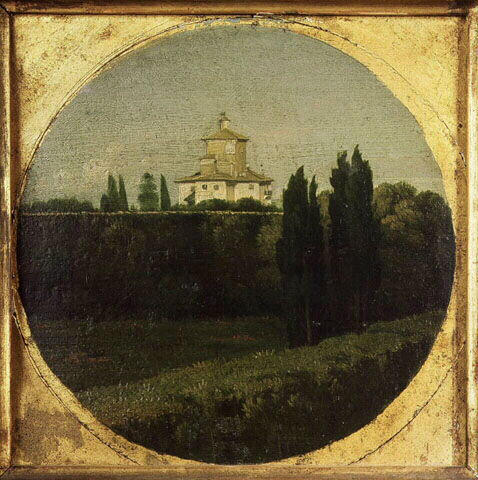
Ingres 1806. Le casino de l’Aurore de la villa Ludovisi.
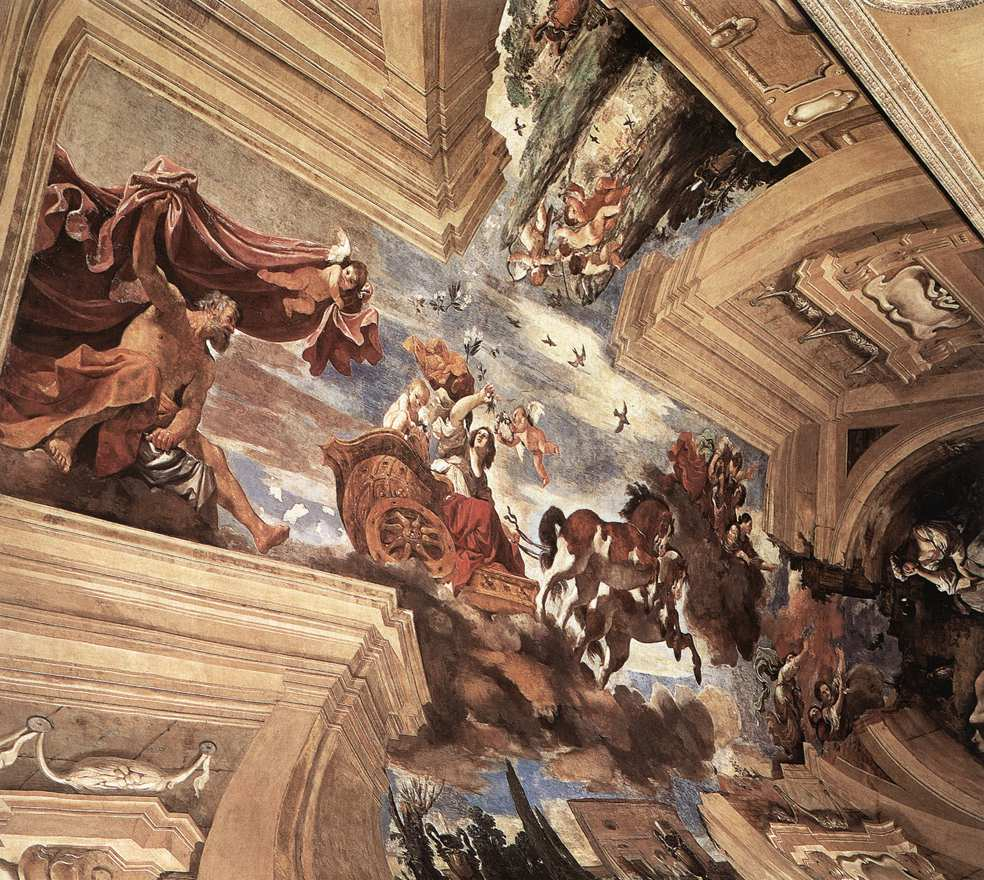
Guercino 1621. L’Aurora.

Der Kardinal Ludovico Ludovisi (1595–1632) war ein Förderer der Künste sowie ein eifriger Sammler von Gemälden und antiken Skulpturen. In seiner Funktion als Camerlengo (Verwalter des kirchlichen Besitzes) versuchte er die Zerstörung der antiken Denkmäler zu bremsen, die quasi als Steingruben für die neuen Paläste und Kirchen missbraucht wurden. Die Ludovisi-Kollektion war im Hauptgebäude, dem Palazzo Grande, heute Teil der amerikanischen Botschaft, und in den Gärten ausgestellt. Sie wurde berühmt und zog illustre Besucher aus ganz Europa an. In kurzer Zeit trug Kardinal Ludovisi eine beachtliche Sammlung von Gemälden, Skulpturen und Bronzen zusammen: 216 Statuen, 94 Köpfe und Büsten, 21 Säulen, vier Sarkophage, 19 Vasen, wie ein Inventar aus dem Jahr 1633 aufzählt.
Im Jahr 1681 heiratete Ippolita Ludovisi Gregorio Boncompagni; aus dieser Verbindung gingen jedoch keine männlichen Erben hervor. Als ihre Tochter Maria Eleonora ihren Onkel Antonio Boncompagni heiratete, nahm die Familie den Namen Boncompagni-Ludovisi an. Die Villa, die Ludovico Ludovisi errichten ließ, blieb als Villa Ludovisi bekannt. Mit der Zeit hatte die Familie weitere Grundstücke erworben und das Anwesen mit prachtvollen Bauwerken, schattigen Alleen und antiken Skulpturen bereichert. 1851 kam das letzte Stück dazu (an der Porta Salaria) und die Villa erstreckte sich von den heutigen Via di Porta Pinciana bis Piazza Fiume.
Im Jahr 1884 witterten die Boncompagni-Ludovisis ihre große Chance: Die Stadtverwaltung hatte sich noch nicht dafür entschieden, die Gegend um die Villa Ludovisi für den Bau eines neuen Viertels in den Bebauungsplan aufzunehmen, obwohl von vielen eine baldige derartige Entscheidung erwartet wurde. 1885 schlossen der Familienoberhaupt Rodolfo Boncompagni-Ludovisi und die Società Generale Immobiliare einen Vertrag mit der Stadt über die Teilung und Verwertung der betreffenden Grundstücke. Die Stadt verlangte, dass zwei Straßen breiter gebaut würden, als wenn sie für ein reines Wohnviertel vorgesehen wären. Daraus resultierten die heutigen Via Veneto und Via Boncompagni. Aber die Steigung von der Piazza Barberini bis zur Porta Pinciana war erheblich und man hätte mit einer direkten Verbindung keinen bequemen Zugang zu den neuen Vierteln gehabt. Aus diesem Grund war es notwendig, den Hang neu zu gestalten und so entstand die Doppelkurve, die noch heute zum Flair der Via Veneto beiträgt. Im Mai 1885 ging es los mit der Zerstörung der Villa Ludovisi, obwohl der Bebauungsplan noch nicht einmal genehmigt war: Die Statuen, Vasen und Dekorationen wurden entfernt, das monumentale Eingangstor an der Seite der jetzigen Via Friuli abgerissen, eine große Anzahl von Bäumen entwurzelt.

Die Verträge, die die Stadtverwaltung in dieser Zeit mit den Grundstücksbesitzern abschloss, waren sehr großzügig: sämtliche während der Bauarbeiten gefundenen Antiquitäten gehörten den Eigentümern, mit Ausnahme der Objekte, die beim Bau der Straßen und der Kanalisation zutage traten, da diese Arbeiten von der Stadt bezahlt wurden. Die Grundbesitzer durften die gefundenen Objekte also zwar behalten, ihr Export jedoch musste von der Commissione Archeologica Comunale genehmigt werden. Nach der Bankenkrise von 1890 befanden sich zahlreiche Grundeigentümer und Baufirmen in finanziellen Nöten, sodass der Verkauf von schönen hellenistischen Statuen, insbesondere ins Ausland, wie frische Atemluft wirken konnte. Man kann sich vorstellen, dass die genaue Ermittlung des Fundortes von großer wirtschaftlicher Bedeutung war; manchmal genügte ein Meter Unterschied, um die Besitzverhältnisse umzukehren. Deswegen wurden viele der gefundenen Artefakte erst einmal versteckt und die Inspektoren getäuscht. 

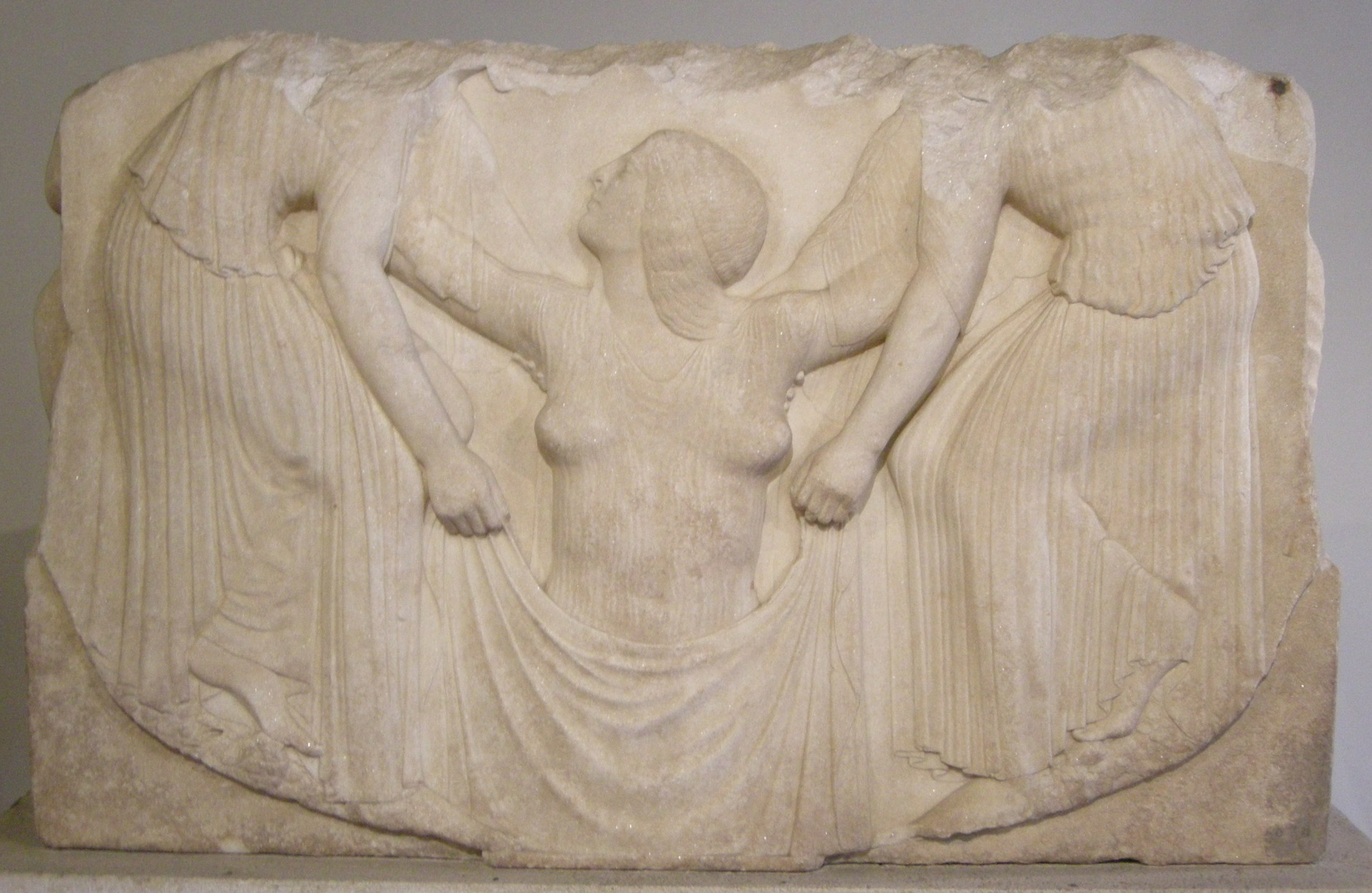
Ludovisischer Thron.

Bei den Arbeiten in der Villa Ludovisi wurde 1887 ein Relief mit der Geburt der Venus ausgegraben, das heute unter dem Namen Ludovisischer Thron bekannt ist.
Der Vertrag mit der Stadt besagte, dass die Stadt nur die neuen Hauptadern Via Boncompagni und Via Veneto bauen würde, während die restlichen Bereiche der Verantwortung der beiden anderen Parteien oblag. Man versuchte deswegen auch den Ausgrabungsort des Throns zu verschleiern aber der Archäologe Eugen Petersen enthüllte später, dass er von zwei Personen, die beim Finden zugegen waren, den Fundort erfahren hatte: Es war der Block, der von Via Piemonte/Via Boncompagni/Via Abruzzi/Via Sicilia gebildet wurde, aber:

„… es war (im Sommer) an einem Sonntag – weshalb kein ispettore dabei war.“

Viele Ausländer waren am Erwerb dieses Stücks interessiert – unter anderen Reinhard Kekulé, Direktor der Skulpturensammlung der königlichen Museen zu Berlin – aber am Ende wurde es Teil der Ludovisi-Sammlung.
Don Rodolfo Boncompagni-Ludovisi ließ sich einen neuen Palast in der Via Veneto bauen, genau zwischen dem alten Palazzo Grande, der noch in Besitz der Familie war, und der Straße. Aber die finanzielle Lage der Familie hatte sich in der Zwischenzeit rapide verschlechtert und 1892, gerade 18 Monate nach ihrem Einzug, musste die Familie die neue Residenz verlassen, die Eigentum der Banca dʼItalia wurde. Nach der Ermordung von König Umberto I. im Jahr 1900 wurde der Palast zur Residenz seiner Witwe, Königin Margherita. Daraus leitete sich der heutige Name des Gebäudes, Palazzo Margherita, ab, das auch später zur Botschaft der Vereinigten Staaten wurde.
Von der großen Ludovisi-Parkanlage ist nicht viel übrig geblieben: Nur der ursprüngliche Palazzo Grande (versteckt hinter Palazzo Margherita, auch Teil der US-Botschaft) und das ursprüngliche Casino dellʼAurora, wobei Letzteres hinter den hohen Mauern und Bäumen der Via Lombardia kaum zu sehen ist. Und was wurde aus der berühmten Collezione Ludovisi? Viele ausländische Sammler interessierten sich für diese Schätze und der neue italienische Staat versuchte soviel zu retten wie möglich: es wurden Verhandlungen mit Don Rodolfo Boncompagni-Ludovisi über den Kauf der gesamten Kollektion eingeleitet aber 1901 kaufte der klamme Staat den Boncompagni-Ludovisis für eine Summe von 1.400.000 Lire nur die wichtigsten 104 Stücke der Kollektion ab. Sie sind heute im Museo Nazionale Romano in Palazzo Altemps ausgestellt.

## Kunsthändler, Fälscher und Schmuggler
Um 1900 herrschte in Rom ein reger Verkehr von Archäologen und Kunsthändlern, viele davon Deutsche, deren Mittelpunkt das Archäologische Institut des Deutschen Reiches war. Die Bauarbeiten für die neue Hauptstadt Italiens förderten jeden Tag Reste der antiken Pracht und des Mittelalters zutage. Einer der bekanntesten und einflussreichsten Archäologen zu dieser Zeit war Wolfgang Helbig. Er hatte Archäologie und Philologie studiert und kam 1862 mit einem Stipendium des Archäologischen Institut nach Rom. Aufgrund seiner archäologischen Arbeiten wurde Helbig in den Kreisen der italienischen Gelehrten und Bildungspolitiker akzeptiert und seine Meinung war bei Antikensammlern sehr gefragt. Doch Helbigs Interessen waren nicht ausschließlich wissenschaftlicher Natur: Als Experte für römische Archäologie war er oft zur Stelle, wenn es darum ging, antike Objekte mehr oder weniger legal ins Ausland zu exportieren.
Es ist fast unmöglich, eine Liste aller antiken Objekte zu erstellen, die auf den ehemaligen Grundstücken der Barberinis, Boncompagni-Ludovisis und Josef Spithövers gefunden wurden. Viele davon wurden zuerst versteckt und am Ende ins Ausland verfrachtet. Die Geschichte der Skulpturengruppe Artemis und Iphigenie kann als Beispiel für die Situation der römischen Archäologie am Ende des 19. Jahrhunderts gelten. Diese Gruppe ist eines der schönsten Objekte, die in den Horti gefunden wurden und sie ist heute in Kopenhagen ausgestellt. Während der Arbeiten an den Fundamenten des Hauses von Cesare Bai an der Piazza Sallustio, auf dem Grundstück der Villa Spithöver, fand man im August 1886 Ruinen von antiken Gebäuden, die wahrscheinlich als Bäder gedient hatten.
Der Archäologe Carlo Ludovico Visconti berichtet:

„… in der Mitte dieser Ruine, auf dem Boden eines großen Saals, wurden zwei wunderbare Torsi der Diana und eines im Stadion laufenden Mädchens gefunden.“

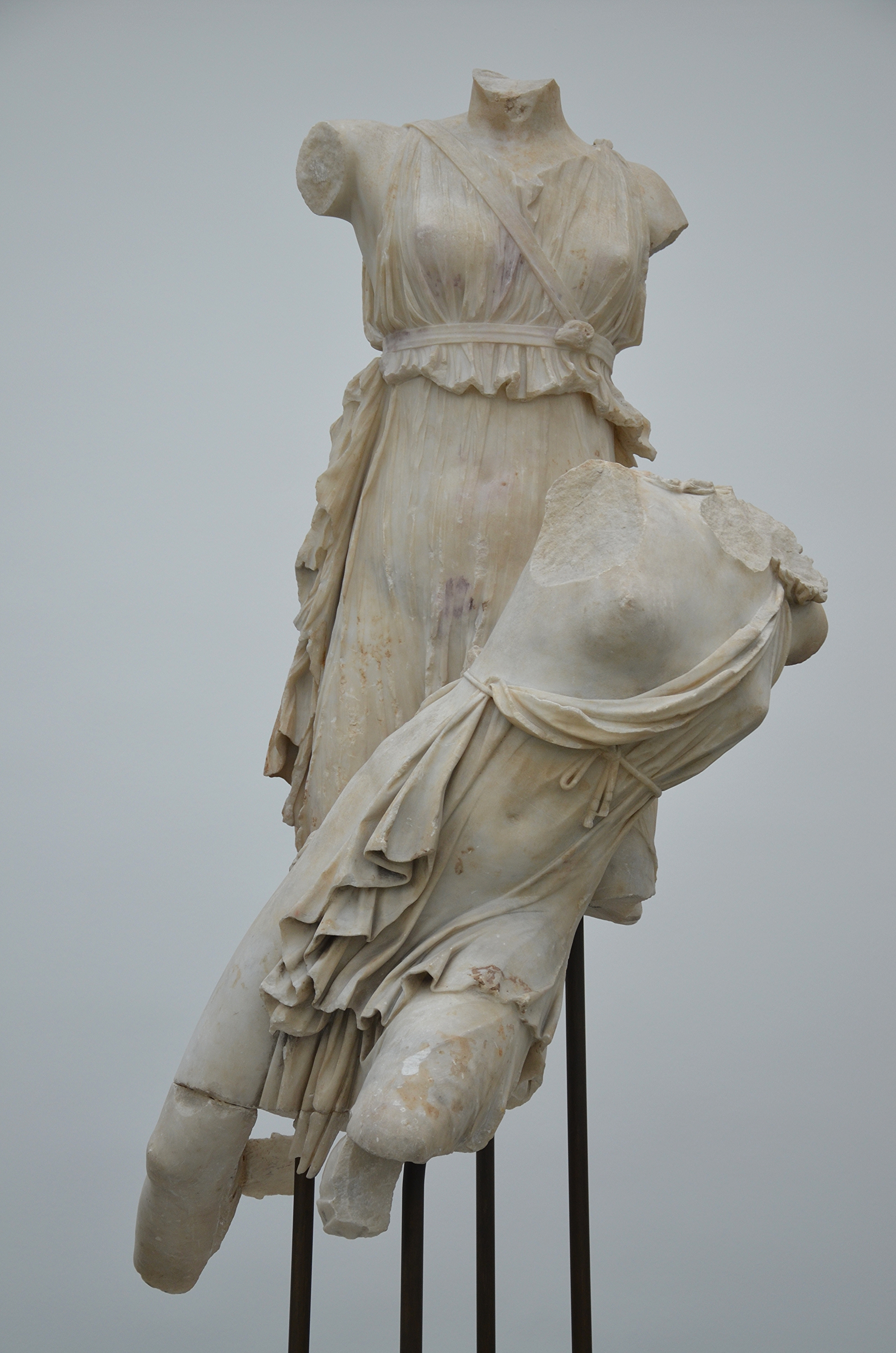
Artemis und Iphigenie.
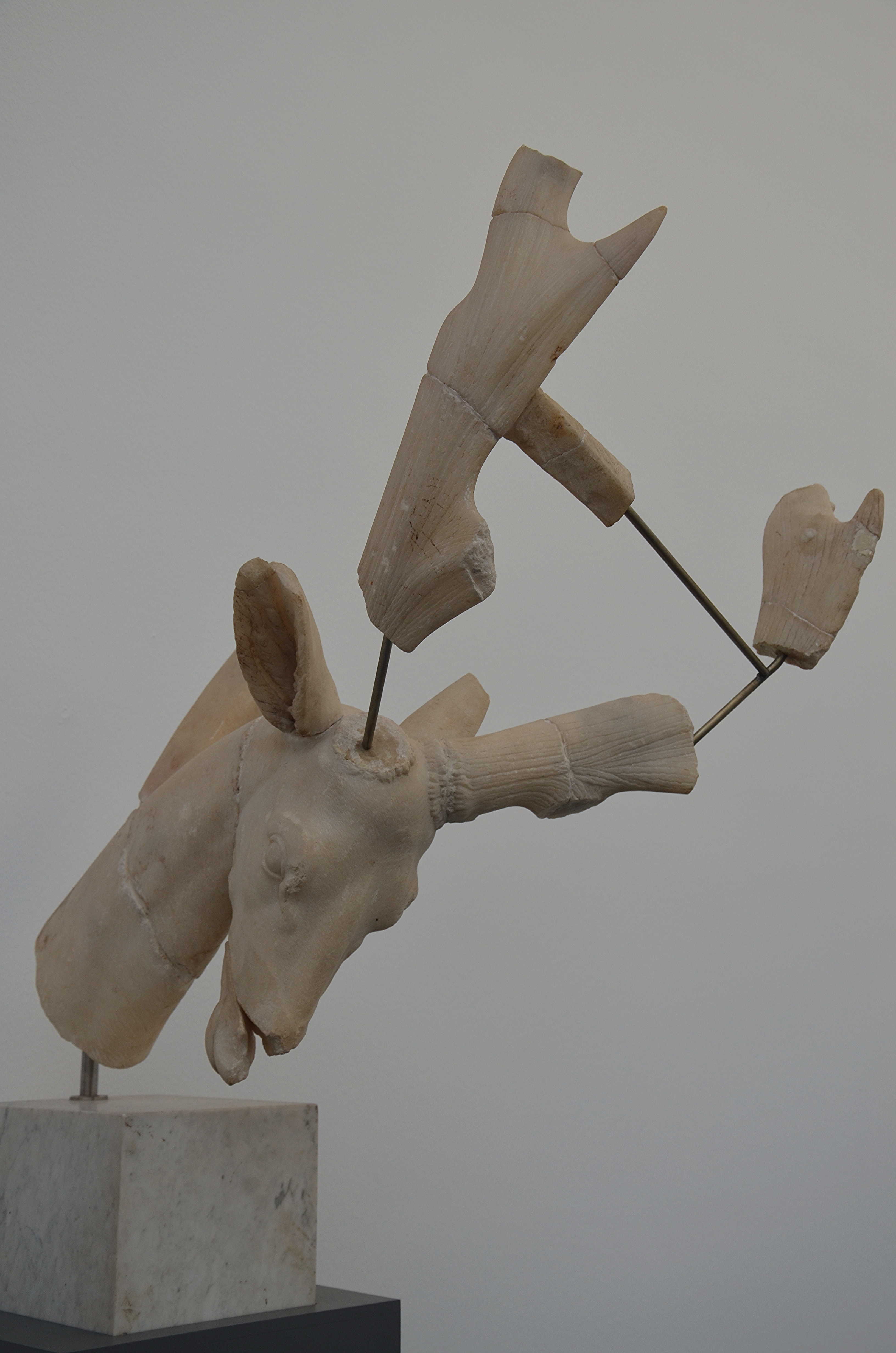
Der Hirsch.

Es handelt sich um Statuenreste, die getrennt gefunden, aber bald als Bestandteile einer Marmorgruppe identifiziert wurden, die höchstwahrscheinlich den Giebel eines Tempels schmückte.
Wolfgang Helbig bot 1888 im Namen von Josef Spithöver die beiden Torsi dem Dänen Carl Jacobsen an. Er war der Besitzer der Carlsberg Brauerei und Gründer des Museums Ny Carlsberg Glyptotek in Kopenhagen, wo die zwei Torsi bald landeten. Ob mit oder ohne Genehmigung der Commissione Archeologica Comunale, ist nicht bekannt.
Was am Anfang als Darstellung von Diana und einem im Stadion rennenden Mädchen galt, wurde bald als Teil einer Gruppe identifiziert, die Artemis und Iphigenie darstellt. Aber vom Hirsch, der zur Darstellung des Mythos gehört, fehlte nahezu alles. Im Jahr 1900 startete der österreichische Archäologe Franz Studniczka im Auftrag von Carl Jacobsen Ausgrabungen unter dem bereits fertiggestellten Haus Bai (heute Via Sallustiana 1A). Er fand eine große Stütze vom Nacken des Hirsches der Artemis. Studniczka wollte die gesamte Gruppe rekonstruieren, aber es fehlten noch immer wichtige Fragmente, insbesondere vom Hirsch. Diese Fragmente waren nach dem Tod Spithövers von seinem Neffen und Erben, Joseph Haass, als nutzloser Kram verkauft worden. Im Mai 1899 gelang dem Archäologen Ludwig Pollak, die Hirschfragmente beim Antiquitätenhändler Jandolo zu finden. Pollak und Carlsen traten in Verhandlungen, die erst im Oktober 1902 zum Schluss kamen. Am Ende wurden alle gefundenen Teile zusammengefügt und die Gruppe wird heute in Kopenhagen ausgestellt.
In den italienischen Zeitungen konnte man nicht nur freundliche Worte über die Aktivitäten der ausländischen Archäologen lesen, wie im Don Chisciotte vom 1. Dezember 1899:

„…hinter jeder illegalen Ausfuhr, hinter jedem mysteriösen Verschwinden kann man den Namen eines dieser Wissenschaftler finden.“

Der Titel dieses Artikels war: Der Fall Helbig.

Einer der spannenden Geschichten der Archäologie der Horti ist mit dem Namen Wolfgang Helbigs verbunden: die Entdeckung einer marmornen Brüstung, die später Bostoner Thron genannt wurde. Das Hauptrelief zeigt Eros (?) zwischen zwei sitzenden Frauen. 

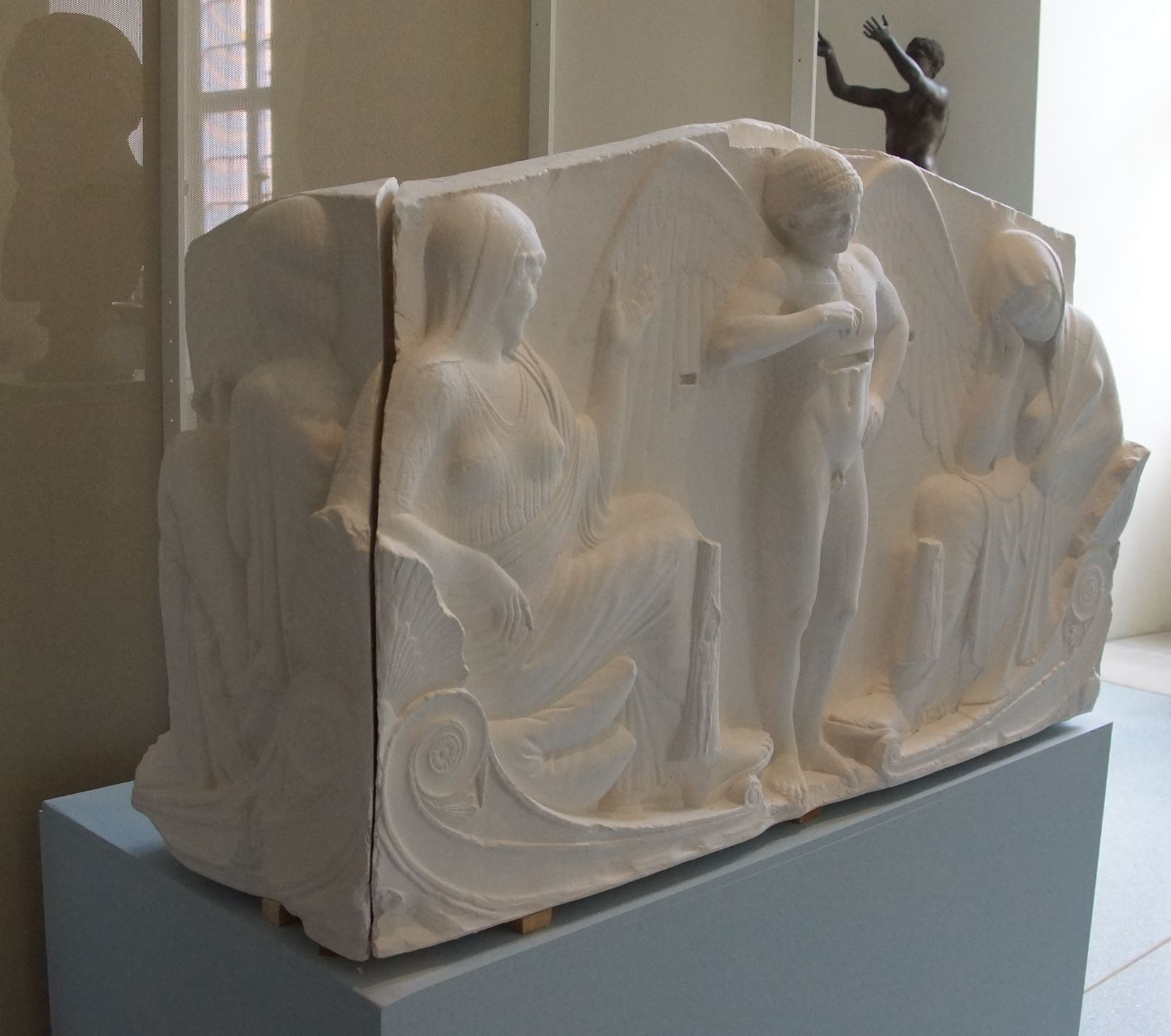
Abguss des Bostoner Throns. Museum der Universität Tübingen, Abgusssammlung

Über die Bedeutung dieses Werkes streiten sich die Gelehrten bis heute. Wo und wann es gefunden wurde, weiß man nicht genau. Die meisten Berichte konzentrieren sich auf das Gebiet der Horti Sallustiani, genauer gesagt auf das Quadrat Via Boncompagni/Via Romagna/Via Sicilia/Via Puglie. Anfangs wussten nur wenige Leute über diesen Fund Bescheid, unter ihnen der unvermeidbare Helbig.
Im Juni 1895 teilte er Jacobsen mit, dass die Besitzer (der Antiquitätenhändler Francesco Martinetti und der Archäologe Paul Hartwig) 140.000 Lire für den Thron verlangten und dazu das Ehrenwort, dass das Stück nicht vor Ablauf von vier Jahren öffentlich ausgestellt werde. Strengste Diskretion war angesagt, weil der Fund eigentlich entweder der Boncompagni-Ludovisis oder dem Staat gehörte. Helbig behauptete, er habe einen Mann kennengelernt, der gute Kontakte zum Ministerium unterhalte und die Erteilung einer Exportlizenz bewirken könne. Diesen Mann müsse man natürlich für seine Bemühungen entschädigen. Jacobsen war interessiert und machte sich keine Sorgen um die Ausfuhr des Throns, hatte jedoch Zweifel an der Echtheit des Stücks:

„…trauen Sie sich nicht an den Italienern!“

Gründe hatte er genug: Einige Monate zuvor hatte sich ein Kopf, der ihm von Martinetti und Helbig verkauft worden war, als Fälschung herausgestellt.
Trotz aller Verschwiegenheit erfuhr auch der Bostoner Sammler Edward Perry Warren von dem Schatz, der im Hause Martinetti verborgen war. Warren wollte eigentlich den Thron Ludovisi für das Museum of Fine Arts in Boston erwerben aber als klar wurde, dass der italienische Staat den Thron Ludovisi erwerben würde, richtete Warren sein Interesse auf den zweiten Thron und startete Verhandlungen mit der Besitzergemeinschaft Martinetti/Hartwig. Am Ende ging der Thron also an Warren für 165.000 Lire (ein heutiger Wert von circa 700.000 Euro) und davon erhielt der mysteriöse „Dritte“ 30.000 Lire. Am 1. Februar 1896 war der Thron auf dem Weg nach England. Ein Hauptgrund, warum sich die Verkäufer letzten Endes für Warren entschieden, war, dass dieser den Thron in seiner Villa in England so lange verborgen halten konnte, bis eine eventuelle Verjährungsfrist für den vermeintlichen Raub abgelaufen wäre. Erst im Jahr 1909 fand der Thron seine endgültige Bleibe im Museum of Fine Arts in Boston, wo er als Three-sided relief katalogisiert ist. Aber die mysteriösen Umstände um die Entdeckung dieses Werkes haben die Zweifel unzähliger Archäologen geweckt und der Streit um seine Echtheit läuft noch heute.

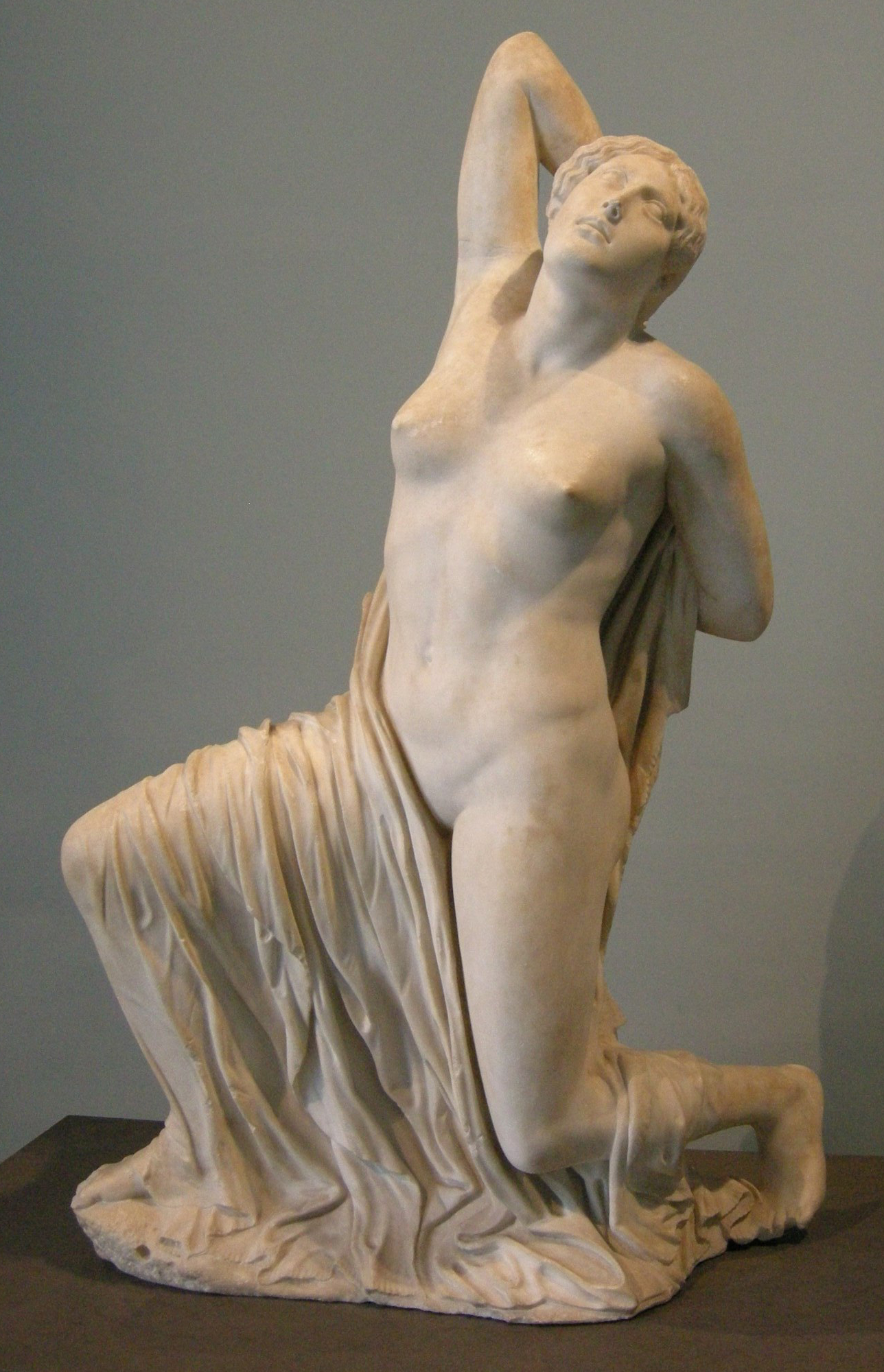
Niobide degli Horti Sallustiani, Museo Nazionale Romano, Palazzo Massimo alle Terme

Aber auch in der Vergangenheit hatte man immer wieder versucht, die Kunstwerke der Horti Sallustiani zu verstecken, um sie von den barbarischen Überfällen zu schützen. Lanciani berichtet, dass im Juni 1906 an einer Ecke der Piazza Sallustio ein unterirdisches Versteck (cunicolo) gefunden wurde, in dem eine sehr schöne, fast intakte Statue (die sogenannte Niobide) lag, die eine verletzte Tochter von Niobe darstellte. Über den Besitz der Statue entbrannte – wie könnte es anders sein? – sofort ein Konflikt zwischen der Banca Commerciale Italiana, der das Grundstück gehörte, und der Stadt. Das Kunstwerk landete zuerst in den Büros der Bank in Mailand und nur nach mehreren Prozessrunden kehrte die Statue nach Rom zurück, wo sie heute im Museo Nazionale Romano, Palazzo Massimo alle Terme, ausgestellt ist.

## Heute
Letzten Endes wurde alles, was ans Licht kam, entweder zugeschüttet oder befindet sich heute in Museen oder privaten Sammlungen. Einzig und allein in der Mitte der Piazza Sallustio steht ein Gebäude, das immer sichtbar war und für das man nach wie vor keine endgültige Bezeichnung gefunden hat: Es wird Nymphäum, Tempel der Venus, Aula adrianea genannt, in Abhängigkeit von der jeweiligen Vorstellung der verschiedenen Archäologen aus unterschiedlichen Epochen.

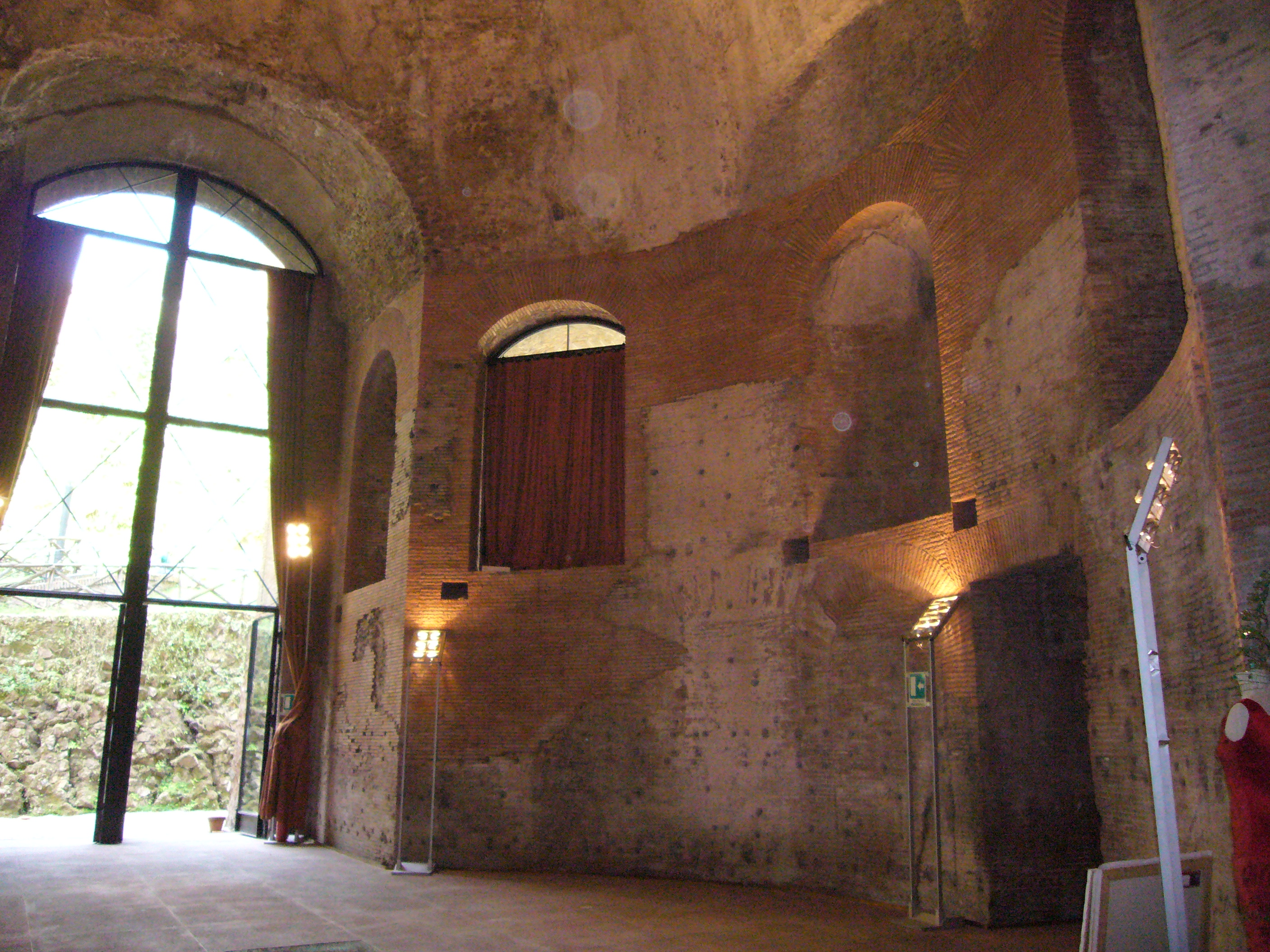
Aula adrianea

Der Archäologe Lanciani spricht mitleidsvoll von einem Bau,

„in unwürdiger Weise begraben in der Mitte eines Platzes des neuen Viertels.“

Tatsächlich würde diese Struktur noch deutlich imposanter wirken, wenn sie nicht 14 Meter unterhalb des heutigen Straßenniveaus läge. Der Bau diente wahrscheinlich als Eingang zu dem heute nicht mehr existierenden Palast, woher auch die Bezeichnung Vestibül herrührt. Dieses Palatium Sallustianum bzw. diese Thermae Salustii, werden in den Heiligengeschichten, beispielsweise der vom heiligen Laurentius, mehrmals erwähnt, weil viele von ihnen an diesem Ort vor dem kaiserlichen Gericht erscheinen mussten und verurteilt wurden.
Der Komplex umfasst einen gewaltigen, 13 Meter hohen Kuppelsaal sowie einige Nebenräume auf verschiedenen Ebenen. Mehrere Ziegelstempel erlauben eine Datierung dieses Bauwerkes auf die Zeit Kaiser Hadrians, weswegen der Hauptsaal auch Aula adrianea genannt wird. Das Hauptportal des Kuppelsaals öffnete sich in Richtung des antiken Tals (wo heute eine hohe Stützmauer für die Piazza Sallustio steht) und erlaubte deswegen einen weiten Blick über die Gärten. Merkwürdigerweise thront auf den antiken Resten ein weißes, modernes Gebäude mit großen Fenstern: Es ist das Studio, das Josef Spithöver sich bauen ließ und das als Atelier dienen sollte.
Das Nymphäum befindet sich auf einem Grundstück, das heute im Besitz des Vereins der italienischen Handelskammern (Unioncamere) ist. Die Unioncamere hat die Struktur mit einem Aufwand von vier Milliarden Lire restauriert (nicht ohne Streit mit der Soprintendenza Archeologica) und hat sie zum Kongress- und Eventzentrum umfunktioniert.